# Leonas de Ponce 2014
Questa voce raccoglie le informazioni riguardanti le Leonas de Ponce nella stagione 2014.

## Stagione
La stagione 2014 vede il tecnico José Mieles riconfermato alla guida delle Leonas de Ponce. Nel mercato si registrano sette movimenti in entrata e sette in uscita: tra gli arrivi spiccano il ritorno di Airial Salvo, reduce da una stagione di inattività, l'ingaggio di Katherine Harms dall'AGIL Volley di Novara, straniere scelte per la stagione, e quello di Raymariely Santos, dalla University of Arkansas; in uscita si segnalano su tutte le partenze delle straniere della stagione precedente Gina Mancuso, Lola Arslanbekova e Jasmine Norton, oltre che del libero Valeria González.
Il campionato si apre il 25 gennaio 2014 per le Leonas de Ponce, che si impongono per 3-1 sulle Mets de Guaynabo, andando poi subito in serie positivi, con altre due vittorie negli incontri successivi. La prima sconfitta stagionale arriva alla quarta giornata, in casa delle Gigantes de Carolina; tuttavia si tratta solo un episodio, in quanto la squadra torna subito a macinare successi, aggiudicandosi quattro gare consecutive, prima di cedere per la seconda volta alle Criollas de Caguas. Tornate al successo nell'incontro successivo, la terza sconfitta arriva per mano delle Indias de Mayagüez. Nelle ultime dieci gare di regular season arrivano altri sette successi, a fronte di tre sole sconfitte, due delle quali contro le Mets de Guaynabo ed una contro le Gigantes de Carolina. Nell'ultima parte di stagione la squadra viene ulteriormente rinforzata: Katherine Harms viene ceduta alle rivali delle Gigantes de Carolina ed il suo posto in squadra viene preso da Nicole Fawcett, giocatrice di livello internazionale e della nazionale statunitense; alla squadra viene anche aggregata la giovane Patricia Montero.
Con un bilancio di 46 punti, frutto di 15 vittorie e 6 sconfitte, le Leonas si aggiudicano la regular season, accedendo ai play-off come testa di serie numero 1. Inserite nel Girone A con Lancheras de Cataño e Gigantes de Carolina, nei quarti di finali centrano sei vittorie su sei incontri, accedendo senza problemi alle semifinale. Nella serie semifinale, invece, incontrano le Indias de Mayagüez, portandosi avanti per 3-0, prima di centrare la qualificazione alla finale in gara 5, dopo aver ceduto solo al tie-break nel precedente incontro. La serie finale mette le Leonas di fronte alla testa di serie numero 2, le Criollas de Caguas: nei primi tre incontri della serie salta il fattore campo, con soli successi esterni che portano la Criollas in vantaggio per 2-1; in gara 4 arriva la prima vittoria esterna, che proietta le avversarie ad una vittoria dal titolo; sia in gara 5 che in gara 6 le compagini di casa la fanno da padrone, vincendo per 3-0, ma, grazie alle due vittorie esterne ad inizio serie, sono le Criollas de Caguas a vincere lo scudetto.
Pur non vincendo lo scudetto, la comunque ottima stagione della squadra, fa sì che le giocatrici riescano a fare incetta di riconoscimenti individuali: Legna Hernández ed Airial Salvo sono rispettivamente MVP dello All-Star Game e della regular season; Natalia Valentín viene eletta miglior palleggiatrice, Legna Hernández è anche rising star, Janeliss Torres riceve il premio di miglior esordiente, mentre il tecnico José Mieles è eletto miglior allenatore; Natalia Valentín ed Airial Salvo vengono inserite anche nell'All-Star Team del campionato.

## Organigramma societario
Area direttiva
- Presidente: César Trabanco

Area tecnica
- Allenatore: José Mieles
- Assistente allenatore: Anthony Meléndez
- Statistico: Gamalier Santiago
- Fisioterapista: María V. Santos

## Rosa
| N° | Nome              | Ruolo | Data di nascita   | Nazionalità sportiva |
| -- | ----------------- | ----- | ----------------- | -------------------- |
| 1  | Natalia Valentín  | P     | 12 settembre 1989 | Porto Rico           |
| 2  | Willyaris Flores  | L     | -                 | Porto Rico           |
| 3  | Airial Salvo      | S     | 18 aprile 1987    | Stati Uniti          |
| 4  | Raymariely Santos | P     | 13 aprile 1992    | Porto Rico           |
| 5  | Dailis Traverso   | L     | 27 novembre 1992  | Porto Rico           |
| 6  | Yormarie Rosado   | S/O   | 16 novembre 1992  | Porto Rico           |
| 7  | Alba Aponte       | C     | 23 luglio 1982    | Porto Rico           |
| 8  | Katherine Harms   | O     | 29 novembre 1990  | Stati Uniti          |
| 9  | Dianise Rodríguez | L     | 14 giugno 1995    | Porto Rico           |
| 10 | Patricia Montero  | S     | 22 agosto 1997    | Porto Rico           |
| 11 | Legna Hernández   | S     | 18 luglio 1991    | Porto Rico           |
| 12 | Janeliss Torres   | C     | 9 luglio 1991     | Porto Rico           |
| 13 | Sol González      | C     | 13 gennaio 1990   | Porto Rico           |
| 14 | Idalia Andino     | S     | 10 ottobre 1990   | Porto Rico           |
| 15 | Nicole Fawcett    | O     | 16 dicembre 1986  | Stati Uniti          |
| 17 | Ana Rosa Luna     | C     | 16 marzo 1989     | Porto Rico           |

## Mercato
| Acquisti | Acquisti          | Acquisti         | Acquisti   |
| R.       | Nome              | da               | Modalità   |
| -------- | ----------------- | ---------------- | ---------- |
| L        | Willyaris Flores  | inattiva         | definitivo |
| S        | Airial Salvo      | inattiva         | definitivo |
| P        | Raymariely Santos | Arkansas         | definitivo |
| L        | Dailis Traverso   | ?                | ?          |
| O        | Katherine Harms   | AGIL             | definitivo |
| L        | Dianise Rodríguez | ?                | ?          |
| S        | Patricia Montero  | ?                | ?          |
| S        | Idalia Andino     | ?                | ?          |
| O        | Nicole Fawcett    | Korea Expressway | definitivo |

| Cessioni | Cessioni              | Cessioni             | Cessioni   |
| R.       | Nome                  | a                    | Modalità   |
| -------- | --------------------- | -------------------- | ---------- |
| S        | Lola Arslanbekova     | Chara Morin          | definitivo |
| L        | Valeria González      | -                    | ritirata   |
| S        | Jasmine Norton        | Sollentuna           | definitivo |
| S        | Tamara Ramírez        | Indias de Mayagüez   | definitivo |
| S        | Gina Mancuso          | Rabitə Baku          | definitivo |
| P        | Stephanie de la Matta | -                    | ritirata   |
| C        | Gyselis Irizarry      | -                    | ritirata   |
| O        | Katherine Harms       | Gigantes de Carolina | definitivo |

## Risultati

### LVSF

#### Regular season
| 1ª giornata - 25 gennaio 2014 Coliseo Salvador Dijols, Ponce           | Leonas de Ponce       | 3 - 1 | Mets de Guaynabo      | 25-22, 23-25, 25-20, 26-24        |
| 2ª giornata - 30 gennaio 2014 Complejo Deportivo Emilio Huyke, Humacao | Orientales de Humacao | 2 - 3 | Leonas de Ponce       | 27-25, 12-25, 25-18, 22-25, 6-15  |
| 3ª giornata - 1º febbraio 2014 Coliseo Salvador Dijols, Ponce          | Leonas de Ponce       | 3 - 1 | Criollas de Caguas    | 21-25, 25-18, 25-17, 26-24        |
| 4ª giornata - 7 febbraio 2014 Coliseo Guillermo Angulo, Carolina       | Gigantes de Carolina  | 3 - 1 | Leonas de Ponce       | 25-21, 25-22, 21-25, 25-8         |
| 5ª giornata - 9 febbraio 2014 Coliseo Salvador Dijols, Ponce           | Leonas de Ponce       | 3 - 0 | Indias de Mayagüez    | 25-16, 19-25, 21-25               |
| 6ª giornata - 13 febbraio 2014 Coliseo Salvador Dijols, Ponce          | Leonas de Ponce       | 3 - 0 | Valencianas de Juncos | 25-22, 25-21, 25-17               |
| 7ª giornata - 15 febbraio 2014 Coliseo Cosme Beitia Sálamo, Cataño     | Lancheras de Cataño   | 0 - 3 | Leonas de Ponce       | 19-25, 17-25, 19-25               |
| 8ª giornata - 20 febbraio 2014 Coliseo Salvador Dijols, Ponce          | Leonas de Ponce       | 3 - 0 | Orientales de Humacao | 25-17, 25-19, 25-16               |
| 9ª giornata - 22 febbraio 2014 Coliseo Héctor Solá Bezares, Caguas     | Criollas de Caguas    | 3 - 1 | Leonas de Ponce       | 27-25, 25-20, 22-25, 25-18        |
| 10ª giornata - 28 febbraio 2014 Coliseo Salvador Dijols, Ponce         | Leonas de Ponce       | 3 - 2 | Gigantes de Carolina  | 25-19, 25-22, 20-25, 17-25, 15-13 |
| 11ª giornata - 2 marzo 2014 Palacio de Recreación y Deportes, Mayagüez | Indias de Mayagüez    | 3 - 2 | Leonas de Ponce       | 20-25, 22-25, 25-18, 25-20, 15-9  |
| 12ª giornata - 6 marzo 2014 Coliseo Salvador Dijols, Ponce             | Leonas de Ponce       | 3 - 0 | Lancheras de Cataño   | 25-21, 25-13, 27-25               |
| 13ª giornata - 8 marzo 2014 Coliseo Rafael Amalbert, Juncos            | Valencianas de Juncos | 0 - 3 | Leonas de Ponce       | 22-25, 21-25, 12-25               |
| 14ª giornata - 13 marzo 2014 Coliseo Mario Morales, Guaynabo           | Mets de Guaynabo      | 3 - 2 | Leonas de Ponce       | 25-23, 25-16, 18-25, 25-27, 15-12 |
| 15ª giornata - 15 marzo 2014 Coliseo Salvador Dijols, Ponce            | Leonas de Ponce       | 1 - 3 | Mets de Guaynabo      | 27-25, 17-25, 16-25, 18-25        |
| 16ª giornata - 20 marzo 2014 Complejo Deportivo Emilio Huyke, Humacao  | Orientales de Humacao | 1 - 3 | Leonas de Ponce       | 16-25, 25-16, 20-25, 23-25        |
| 17ª giornata - 22 marzo 2014 Coliseo Salvador Dijols, Ponce            | Leonas de Ponce       | 3 - 1 | Criollas de Caguas    | 19-25, 25-20, 25-20, 25-17        |
| 18ª giornata - 28 marzo 2014 Coliseo Gelito Ortega, Naranjito          | Gigantes de Carolina  | 3 - 2 | Leonas de Ponce       | 18-25, 25-17, 25-18, 18-25, 15-10 |
| 19ª giornata - 30 marzo 2014 Coliseo Salvador Dijols, Ponce            | Leonas de Ponce       | 3 - 0 | Indias de Mayagüez    | 25-21, 27-25, 25-17               |
| 20ª giornata - 3 aprile 2014 Coliseo Salvador Dijols, Ponce            | Leonas de Ponce       | 3 - 0 | Valencianas de Juncos | 25-18, 25-21, 25-18               |
| 21ª giornata - 5 aprile 2014 Coliseo Cosme Beitia Sálamo, Cataño       | Lancheras de Cataño   | 0 - 3 | Leonas de Ponce       | 21-25, 23-25, 14-25               |

#### Play-off
| Quarti di finale (gara 1) - 9 aprile 2014 Coliseo Salvador Dijols, Ponce        | Leonas de Ponce      | 3 - 0 | Lancheras de Cataño  | 28-30, 25-14, 25-23, 25-18        |
| Quarti di finale (gara 3) - 12 aprile 2014 Coliseo Salvador Dijols, Ponce       | Leonas de Ponce      | 3 - 1 | Gigantes de Carolina | 26-24, 20-25, 25-21, 25-23        |
| Quarti di finale (gara 4) - 13 aprile 2014 Coliseo Cosme Beitia Sálamo, Cataño  | Lancheras de Cataño  | 2 - 3 | Leonas de Ponce      | 20-25, 20-25, 25-21, 20-25, 8-15  |
| Quarti di finale (gara 6) - 16 aprile 2014 Coliseo Mario Morales, Guaynabo      | Gigantes de Carolina | 2 - 3 | Leonas de Ponce      | 25-18, 25-20, 23-25, 21-25, 9-15  |
| Semifinali (gara 1) - 19 aprile 2014 Coliseo Salvador Dijols, Ponce             | Leonas de Ponce      | 3 - 1 | Indias de Mayagüez   | 25-23, 24-26, 28-26, 25-21        |
| Semifinali (gara 2) - 21 aprile 2014 Palacio de Recreación y Deportes, Mayagüez | Indias de Mayagüez   | 1 - 3 | Leonas de Ponce      | 21-25, 16-25, 27-25, 16-25        |
| Semifinali (gara 3) - 23 aprile 2014 Coliseo Salvador Dijols, Ponce             | Leonas de Ponce      | 3 - 2 | Indias de Mayagüez   | 24-26, 25-18, 25-23, 20-25, 15-12 |
| Semifinali (gara 4) - 25 aprile 2014 Palacio de Recreación y Deportes, Mayagüez | Indias de Mayagüez   | 3 - 2 | Leonas de Ponce      | 26-24, 20-25, 25-19, 18-25, 15-12 |
| Semifinali (gara 5) - 27 aprile 2014 Coliseo Salvador Dijols, Ponce             | Leonas de Ponce      | 3 - 1 | Indias de Mayagüez   | 25-17, 21-25, 25-21, 27-25        |
| Finale (gara 1) - 1º maggio 2014 Coliseo Salvador Dijols, Ponce                 | Leonas de Ponce      | 1 - 3 | Criollas de Caguas   | 22-25, 14-25, 25-17, 16-25        |
| Finale (gara 2) - 4 maggio 2014 Coliseo Héctor Solá Bezares, Caguas             | Criollas de Caguas   | 1 - 3 | Leonas de Ponce      | 25-17, 23-25, 16-25, 22-25        |
| Finale (gara 3) - 6 maggio 2014 Auditorio Juan Pachín Vicéns, Ponce             | Leonas de Ponce      | 2 - 3 | Criollas de Caguas   | 15-25, 20-25, 25-21, 25-23, 10-15 |
| Finale (gara 4) - 8 maggio 2014 Coliseo Héctor Solá Bezares, Caguas             | Criollas de Caguas   | 3 - 2 | Leonas de Ponce      | 25-21, 22-25, 27-25, 14-25, 15-10 |
| Finale (gara 5) - 10 maggio 2014 Auditorio Juan Pachín Vicéns, Ponce            | Leonas de Ponce      | 3 - 0 | Criollas de Caguas   | 25-20, 25-23, 25-14               |
| Finale (gara 6) - 13 maggio 2014 Coliseo Héctor Solá Bezares, Caguas            | Criollas de Caguas   | 3 - 0 | Leonas de Ponce      | 25-11, 25-18, 25-18               |

## Statistiche

### Statistiche di squadra
| Competizione | Punti | In casa | In casa | In casa | In trasferta | In trasferta | In trasferta | Totale | Totale | Totale |
| Competizione | Punti | G       | V       | P       | G            | V            | P            | G      | V      | P      |
| ------------ | ----- | ------- | ------- | ------- | ------------ | ------------ | ------------ | ------ | ------ | ------ |
| LVSF         | 46    | 19      | 16      | 3       | 17           | 10           | 7            | 36     | 26     | 10     |
| Totale       | -     | 19      | 16      | 3       | 17           | 10           | 7            | 36     | 26     | 10     |

G = partite giocate; V = partite vinte; P = partite perse